# 리엄 밀라
리엄 앨런 밀라(영어: Liam Alan Millar, 1999년 9월 27일 ~ )는 캐나다의 축구 선수로 현재 잉글랜드 EFL 챔피언십의 프레스턴 노스 엔드에서 윙어로 활동하고 있다.